# Julián Carrón
Don Julián Carrón Pérez (Navaconcejo, 25 februari 1950) is een Spaanse katholieke priester, theoloog en tot in 2021 voorzitter van de beweging Gemeenschap en Bevrijding. Hij is een bijbelgeleerde met kennis van het oude Aramees en het bijbelse Grieks. Sinds 2005 leidt hij de beweging van Gemeenschap en Bevrijding na de dood van de oprichter Luigi Giussani als voorzitter van de Fraterniteit van Gemeenschap en Bevrijding en als kerkelijk raadslid van de lekenvereniging Memores Domini.

## Studie en werk in Spanje
Gewijd als priester van het bisdom van Madrid in 1975, in 1976 behaalde hij het licentiaat in de theologie aan de Pauselijke Universiteit Comillas, in 1984 werd hij doctor in de theologie aan de Facultad de Teología del Norte de España van Burgos, hij werd titulair lid van de École Biblique in Jeruzalem en gaf les in de Heilige Schrift aan het San Damaso Instituut voor Religieuze Studies in Madrid, waarvan hij rector was van 1987 tot 1994. In de jaren zeventig begon hij samen met andere priesters waaronder de latere aartsbisschop Francisco Javier Martínez Fernández in Madrid de culturele vereniging Nueva Tierra gericht op de vorming van jongeren. In 1985 besloot deze vereniging zich samen te voegen met Gemeenschap en Bevrijding.

## Werk in Italië
In 2004 kwam hij op verzoek van Luigi Giussani naar Milaan, waar hij sinds 2005 hoogleraar theologie is aan de Università Cattolica Sacro Cuore. Na de dood van Giussani in 2005 volgde Carrón hem op als voorzitter van de beweging Gemeenschap en Bevrijding. In 2014 werd hij door de Centrale Diaconie van Gemeenschap en Bevrijding bevestigd als voorzitter van de Fraterniteit voor een termijn van zes jaar. In 2019 bezocht hij Nederland voor de presentatie van het boek Sporen trekken in de geschiedenis van de wereld in Tilburg. In november 2021 heeft hij zijn functie als voorzitter neergelegd.

## Publicaties
- El Mesías escondido y su manifestación, Ciudad Nueva, 1993. ISBN 9788486987510 (proefschrift).
- Disarming Beauty, Notre Dame Press, 2017. [[Speciaal:BookSources/9780268101978|ISBN 9780268101978.]]
- La voce unica dell'ideale. In dialogo con i giovani, Cinisello Balsamo, San Paolo, 2018. ISBN 9788892214538.
- Where is God? Christian faith in the time of great uncertainty, Mc Gill-Queen's University Press, 2020. ISBN 9780228000969.